# Esbeck (Adelsgeschlecht)

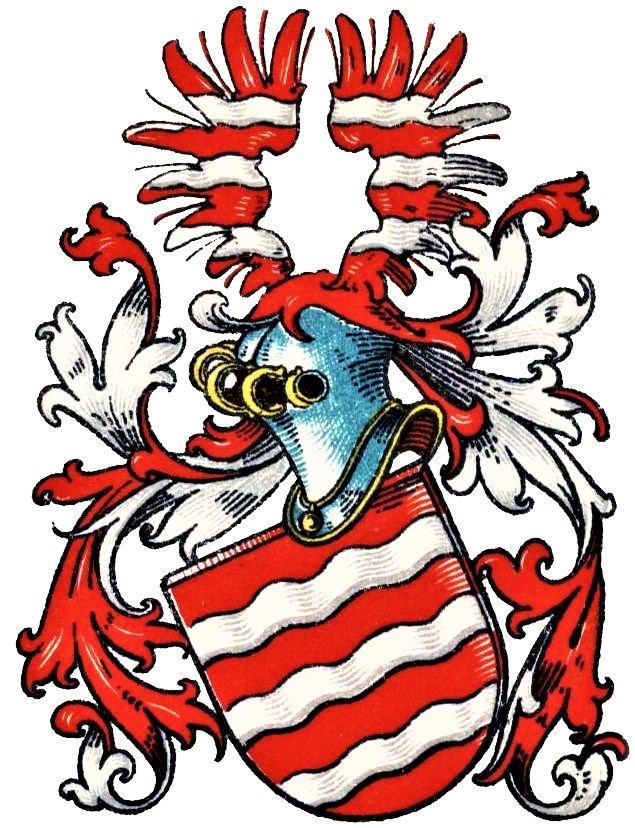
Stammwappen derer von Esbeck im Wappenbuch des Westfälischen Adels

Esbeck (auch: Esbecke, Esbach, Esbeck-Platen o. ä.) ist der Name eines westfälischen Adelsgeschlechts.
Das hier behandelte Geschlecht ist von dem nicht-verwandten braunschweigischen Adelsgeschlecht Esebeck zu unterscheiden.

## Geschichte
Der namensgebende Stammsitz des hier behandelten Geschlechts war Esbeck, heute ein Ortsteil von Lippstadt. Die Familie war ritterbürtig und kommt urkundlich erstmals mit Ritter Constantin im Jahr 1235 vor. Ein Knappe Herbord erscheint 1328. Früh gehörte die Familie zum Patriziat, Stadt- und Landadel von Soest und der Soester Börde. Schon in der zweiten Hälfte des 13. Jahrhunderts erscheint sie im Rat von Lippstadt. 1277 war Albert von Esbeck dort Bürgermeister. Ein weiterer Albert von Esbeck war Ende des 15. Jahrhunderts ebenfalls Bürgermeister von Lippstadt. Zwei seiner Söhne, Heinrich (urkundl. ab 1480, † 1525) und Johann († 1540), zogen nach Soest und heirateten Töchter von altpatrizischen Soester Geschlechtern. Sie wurden umgehend in das Soester Patriziat aufgenommen und erscheinen 1517 auch in der Stern-Gesellschaft. Johann war ab den 1490er Jahren Mitglied des Soester Rats und ab 1509 mehrfach Soester Bürgermeister. Derselbe Johann von Esbeck erwarb 1511 von den Altenbreckerfeld das Rittergut Brockhausen (Lippetal) nördlich von Soest, auf dem die Familie bis um 1700 saß. Die Nachkommen Johanns waren auch Mitglieder der Sassendorfer Sälzergenossenschaft. Anfang des 17. Jahrhunderts bildeten sich zwei Linien.

### Linie Brockhausen
Die ältere Linie besaß u. a. Brockhausen, Broel und Portinghof bei Soest. Aus dieser Linie stammte Goswin von Esbeck zu Brockhausen, der mit Anna von Michaels eine Tochter namens Anna Maria Elisabeth zeugte, die Brockhausen 1679 an ihren Ehemann Johann Florenz von Krane brachte. Ein Jan Florenz von Esbeck vermählte sich 1713 mit Christian Helena von Dael. Im 18. Jahrhundert kam die Linie durch Offiziersdienste von Soest fort.

### Esbeck-Platen
1842 vermählte sich preußische Major a. D. Ernst von Esbeck mit Rosalie von Platen (1797–1872) auf Gurtitz. Die Eheleute besaßen Kapelle auf Rügen. Am 17. Juli 1867 erhielt der Lieutenant im Garde-Husaren-Regiment, später Mitglied des Preußischen Herrenhauses, Kammerherr und Zeremonienmeister,  Wilhelm Emil Viktor Alfons von Esbeck (1845–1924), Sohn des o. g. Eheleute Esbeck und Platen, die preußische Genehmigung, Namen und Wappen des Geschlechts Platen auf Gurtitz dem seinigen hinzuzufügen und sich „von Esbeck gen. von Platen“ zu nennen. 1904 wurde der Name offiziell in „von Esbeck-Platen“ geändert. Von dieser Linie sind keine Nachfahren nachweisbar. Letzte Vertreter waren Constantin von Esbeck-Platen († 1939) und sein Bruder, der Jurist und Leutnant d. R. Ernst-Ulrich von Esbeck-Platen († 1914), zuletzt am Landratsamt Kreis Rosenberg (Oberschlesien) tätig. Beide waren vormals Offiziere beim Leib-Garde-Husaren-Regiment zu Potsdam. Sie wurden in den Gothaischen Genealogischen Taschenbüchern mehrfach in den uradeligen Ausgaben publiziert. Der genealogische Kontext zum Geologen Hans-Hinnerk von Esbeck-Platen (Wolfenbüttel/Salzgitter) bleibt in den Forschungen der Familie von Platen offen.

### Linie Soest
Die zweite, jüngere Linie war bis zuletzt in der Wiesenstraße in Soest ansässig. Sie starb 1689 mit Elisabeth Katharina von Esbeck, Frau des Soester Stadt- und Landadelangehörigen Johann Philipp Hildebrand von Klocke zu Haus Borghausen, aus.

## Persönlichkeiten
- Albert von Esbeck, 1277 Bürgermeister von Lippstadt
- Albert von Esbeck, im letzten Viertel des 15. Jahrhunderts Bürgermeister von Lippstadt
- Johann von Esbeck, Soester Bürgermeister 1509–1511, 1519–1521, 1526–1528, 1532–1534

## Wappen
- Blasonierung des Stammwappens: In Rot drei silberne Wellenbalken. Auf dem Helm ein offener roter Flug, die Flügel jeweils mit den drei Wellenbalken belegt. Die Helmdecken sind rot-silbern.
- Blasonierung des vermehrten Wappens von 1867: Quadriert. In den Feldern 1 und 4 das Stammwappen; in den Feldern 2 und 3 das Wappen derer von Platen: in Silber zwei sich ansehende schwarze Löwen- oder Meerkatzenköpfe, unten in einem Flügel endend. Zwei gekrönte Helme: I. roter Flug, je mit den drei silbernen Wellenbalken belegt, II. eine silberne zwischen zwei schwarzen Straußenfedern, vor denselben liegt eine silberne zwischen je zwei silbernen Rosen. Die Helmdecken sind rot-silbern und schwarz-silbern. Als Schildhalter werden zwei goldene einwärtssehende Löwen geführt.[1]

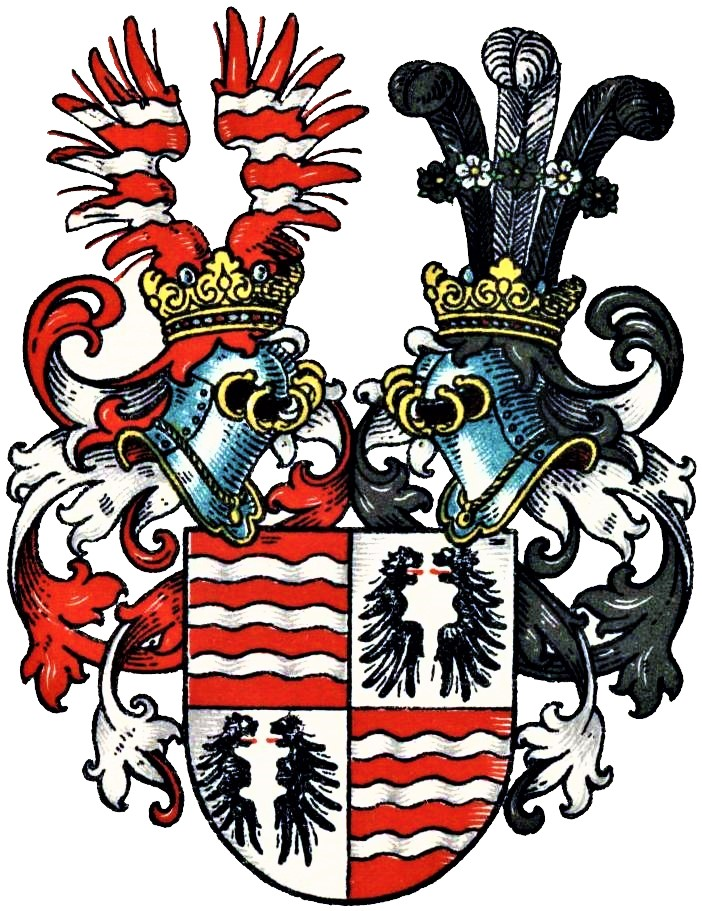
Wappen derer von Esbeck-Platen im Wappenbuch des Westfälischen Adels
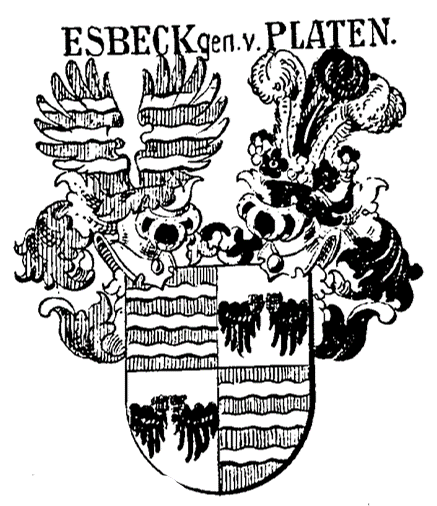
Wappen derer von Esbeck-Platen bei Johann Siebmacher
Wappen von Esbeck (Lippstadt)